# Aybak (Afghanistan)
Aybak (o Aibak, nota in precedenza come Eukratidia; in persiano ایبک‎) è una città dell'Afghanistan situata nella provincia del Samangan, di cui è capoluogo; conta quasi 10 000 abitanti.
La città venne fondata da Eucratide I, re del Regno greco-battriano, nel II secolo a.C. Successivamente, Aybak venne conquistata dagli arabi e dai mongoli, quand'era già famosa come centro buddhista.
Luogo di sosta di  carovane antiche e medievali, fu antica città di culto per i buddhisti nel IV e V secolo d.C., periodo di cui restano ancora testimonianze nelle rovine del luogo oggi conosciuto come Taksht-e-Rustam, situato su una collina nei pressi della città.